# Кузоменьские пески
Кузоме́нские пески́ — массив слабозакреплённых, так называемых терских (по названию берега) красноцветных песков в Мурманской области, Россия. В СМИ часто ошибочно называется пустыней или даже самой северной пустыней. Самым крупным (и одновременно самым северным) массивом незакрепленных или слабо закрепленных песков на берегах Северного Ледовитого океана является Земля Бунге (площадью свыше 600 тысяч га).
Расположены в юго-восточной части Кольского полуострова вдоль побережья Белого моря по обе стороны от устья Варзуги на протяжении 13 километров. Южный (Терский) берег Кольского полуострова является одним из районов распространения эоловых отложений и современных проявлений ветровой эрозии. Этому способствуют песчаный состав морских отложений и фронтальное воздействие на приморскую равнину преимущественно юго-восточных ветров. На территории, примыкающей к устью реки Варзуга, в результате антропогенного воздействия (вырубки леса для нужд находящихся здесь солеварен и выпаса скота) в середине XIX века образовался массив подвижных песков, которые под воздействием ветра засыпают окрестные леса, реку и населённый пункт Кузомень. Площадь подвижных песков в настоящее время составляет 1600 га, в том числе на правом берегу реки — до 800 га. Следы эоловых процессов в виде котловин выдувания, в разной степени покрытых растительностью, наблюдаются также среди лесных массивов вблизи границ открытых песчаных площадей. Естественное возобновление хвойных пород на поверхности таких котловин не происходит. На территории песчаного массива находится село Кузомень.
Территории, покрытые песками и подверженные воздействию ветровой эрозии в районе с. Кузомень, разделяются на два типа: в результате нарушения, а затем и уничтожения растительного и почвенного покровов образовались рыхлые пески (первого типа), которые стали очагом ветровой эрозии, откуда песок под действием ветров был перенесен на смежные территории и отложился поверх почвенного слоя (второй тип), слой песка составляет 70 см и более. Пески часто имеют форму дюн, на поверхности которых присутствует разреженный растительный покров, представленный преимущественно овсяницей песчаной (Festuca arenaria Lam.) и колосняком песчаным, или лишены его. На этих участках предпринимаются меры по восстановлению (рекультивации) леса.
В начале XXI века власти Мурманской области начали проводить мероприятия по остановке распространения песков. Завозится торф, который перемешивается с песками для воссоздания пригодной для растительности почвы, ставятся специальные заграждения, препятствующие развеиванию песков, высаживаются травы и саженцы деревьев. Хотя сами экологи заявляют, что до полной остановки распространения Кузоменских песков ещё далеко.
Кузоменские пески — популярное место среди местных жителей и приезжих любителей совершать спортивные поездки по песчаным дюнам на джипах и мотоциклах.